# Алерген
Алерген се нарича всяко вещество с антигенни свойства, което има способността да предизвика алергична реакция в даден организъм.
Алергенът е способен да стимулира реакция на незабавна хиперчувствителност у атопични хора чрез отговор с Имуноглобулин Е. При повечето хора такъв отговор се предизвиква само при защита срещу паразитни инфекции. Въпреки това, някои индивиди могат да отговорят на голям брой често срещани антигени в околната среда. Тази наследствена предразположеност се нарича атопия. Чувствителността може да варира в широки граници от човек до човек. Много широк набор от вещества могат да бъдат алергени за определени хора.